# یوتا هیگوچی
یوتا هیگوچی (ژاپنی: 樋口 雄太؛ زادهٔ ۳۰ اکتبر ۱۹۹۶) یک بازیکن فوتبال اهل ژاپن است.
از باشگاه‌هایی که در آن بازی کرده‌است می‌توان به باشگاه فوتبال ساگان توسو اشاره کرد.